# Jodłów (Otmuchów)
Jodłów (deutsch Tannenberg) ist ein Dorf der Stadt- und Landgemeinde Otmuchów im Powiat Nyski in der Woiwodschaft Opole in Polen.

## Geographie

### Geographische Lage
Das Angerdorf Jodłów liegt im Südwesten der historischen Region Oberschlesien. Der Ort liegt etwa zwölf Kilometer südöstlich des Gemeindesitzes Otmuchów, etwa 15 Kilometer südwestlich der Kreisstadt Nysa und etwa 70 Kilometer südwestlich der Woiwodschaftshauptstadt Opole.
Jodłów liegt in der Przedgórze Sudeckie (Sudetenvorgebirge) innerhalb der Przedgórze Paczkowskie (Patschkauer Vorgebirge). Nördlich des Dorfes verläuft eine stillgelegte Bahnlinie der ehemaligen Neisser Kreisbahn.

### Nachbarorte
Nachbarorte von Jodłów sind im Norden Buków (Baucke), im Südosten Nadziejów (Naasdorf), im Südwesten Łąka (Wiesau) sowie im Westen Kałków (Kalkau).

## Geschichte

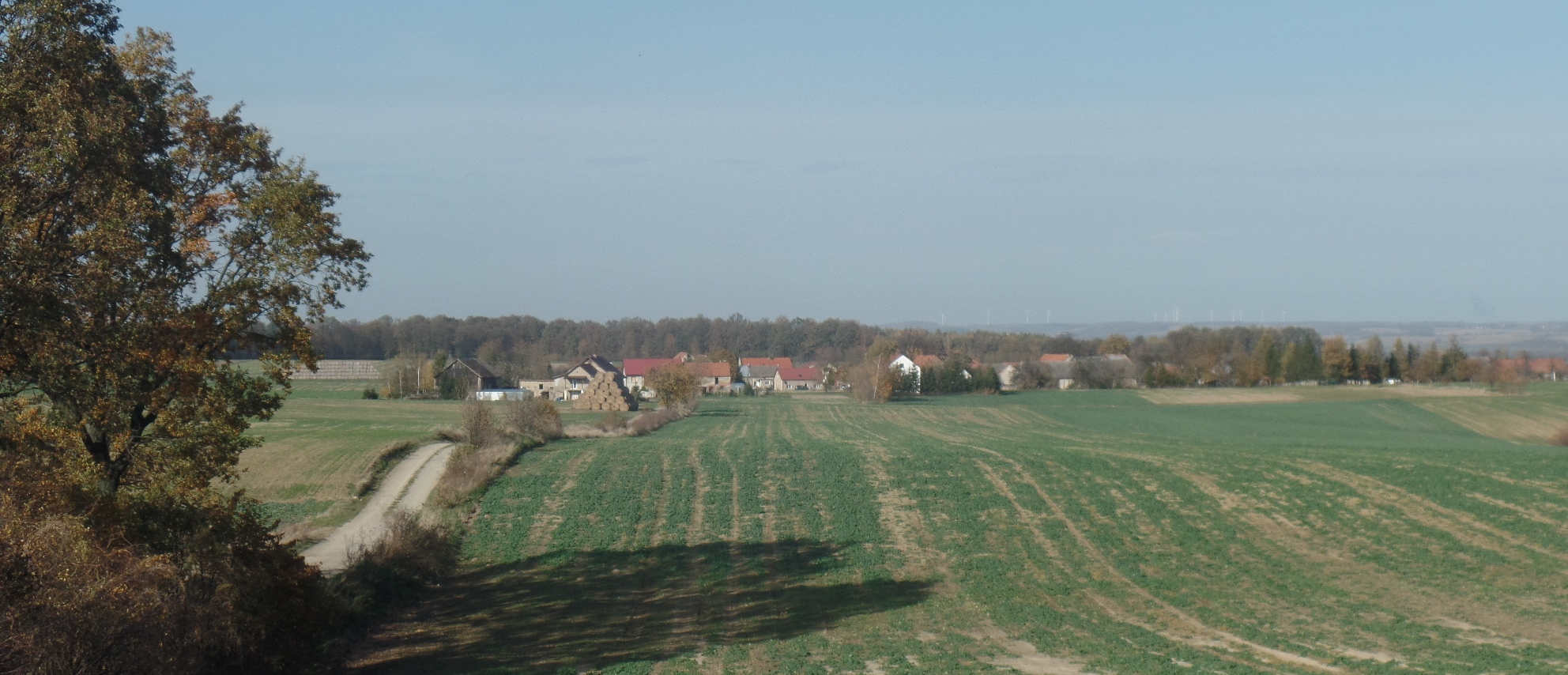
Blick auf Jodłów

Der Ort wird erstmals in einem Dokument über die Einkünfte des bischöflichen Untertruchsess Walther 1272 als Tanberch  erwähnt. In dem Werk Liber fundationis episcopatus Vratislaviensis aus den Jahren 1295–1305 wird der Ort als Tannebergk erwähnt. Für das Jahr 1375 ist die Ortsbezeichnung Buckaw überliefert.
Nach dem Ersten Schlesischen Krieg 1742 fiel Tannenberg mit dem größten Teil Schlesiens an Preußen. 1781 entstand im Ort eine steinerne Betkapelle.
Nach der Neuorganisation der Provinz Schlesien gehörte die Landgemeinde Tannenberg ab 1816 zum Landkreis Neisse im Regierungsbezirk Oppeln. 1845 bestanden im Dorf eine Betkapelle, eine Scholtisei sowie 54 weitere Häuser. Im gleichen Jahr lebten in Tannenberg 371 Menschen, allesamt katholisch. 1855 lebten 375 Menschen in Tannenberg. 1865 bestanden im Ort 18 Bauern-, 11 Gärtner- und 13 Häuslerstellen. Eingeschult und eingepfarrt waren die Dorfbewohner nach Wiesau. 1874 wurde der Amtsbezirk Dürr Arnsdorf gegründet, welcher aus den Landgemeinden Dürr Arnsdorf,  Schubertscrosse, Tannenberg und Wiesau und den Gutsbezirk Dürr Arnsdorf, Tannenberg und Wiesau bestand. 1885 zählte Tannenberg 289 Einwohner.
1933 lebten in Tannenberg 245 sowie 1939 203 Menschen. Während des Zweiten Weltkriegs bestand in Tannenberg zeitweise ein Arbeitslager. Bis Kriegsende 1945 gehörte der Ort zum Landkreis Neisse.
Als Folge des Zweiten Weltkriegs fiel Tannenberg 1945 wie der größte Teil Schlesiens unter polnische Verwaltung. Nachfolgend wurde es in Jodłów umbenannt und der Woiwodschaft Schlesien angeschlossen. Die deutsche Bevölkerung wurde weitgehend vertrieben. 1950 wurde es der Woiwodschaft Oppeln eingegliedert. 1999 kam der Ort zum wiedergegründeten Powiat Nyski. 2007 lebten 214 Menschen im Ort.

## Sehenswürdigkeiten
- Die barocke Betkapelle im Dorfkern wurde 1781 erbaut.[4] Das Gebäude wurde 1966 unter Denkmalschutz gestellt[10]
- Kreuzsäule

## Vereine
- Fußballverein LZS Łąka-Jodłów